# Lercara Friddi
Lercara Friddi ist eine italienische Stadt der Metropolitanstadt Palermo in der Autonomen Region Sizilien mit 6115 Einwohnern (Stand 31. Dezember 2023).

## Lage und Daten
Lercara Friddi liegt 68 km südlich von Palermo. Die Einwohner arbeiten hauptsächlich in der Landwirtschaft und im Handwerk.
Die Nachbargemeinden sind Castronovo di Sicilia, Prizzi, Roccapalumba und Vicari.

## Geschichte
Der heutige Ort wurde 1605 von D. Baldassare Gomez gegründet. Davor war hier ein Lager für die Postkutschen von Palermo nach Agrigent. Auf dem Berg Colle Madore wurde eine Siedlung der Sikaner gefunden. Die Siedlung stammt aus der Zeit zwischen 7. und 6. Jahrhundert v. Chr.
Am 25. Dezember 1893 wurden während des Aufstands der Fasci siciliani elf Bauern und Schwefelbergbauer getötet, die für die Abschaffung von Steuern und bessere Arbeitsbedingungen demonstriert hatten.

## Verkehr
Der bis 2016 bediente Bahnhof Lercara Bassa, in dem bis 1959 die schmalspurige Bahnstrecke Lercara–Magazzolo begann, lag östlich der Stadt an der Strecke Palermo–Agrigent. Er wird durch den Bahnhof Lercara Diramazione ersetzt, der noch ein Stück weiter von der Stadt entfernt liegt, jedoch auch Verbindungen nach Caltanissetta bieten wird.
Bei der Stadt endet die SS 189 an der SS 188.

## Sehenswürdigkeiten
- Kirche Santa Maria delle Nevi aus dem 18. Jahrhundert
- Kirche San Giuseppe aus dem 18. Jahrhundert
- Kirche San Matteo aus dem 18. Jahrhundert

## Söhne und Töchter der Stadt
- Lucky Luciano (1897–1962), einer der mächtigsten Bosse der amerikanischen Mafia
- Mauro Picone (1885–1977), Mathematiker
- Anthony Martin Sinatra, Vater von Frank Sinatra (1915–1998)